# Величко Юрій Олексійович
Юрій Олексійович Вели́чко (6 лютого 1917, Бендери, Російська імперия — 2 березня 1986, Одеса) — український радянський актор і режисер. Чоловік актриси Лариси Гринченко. Народний артист Української РСР (1964).

## Біографія
Народився 24 січня [6 лютого] 1917 року в місті Бендерах (тепер Молдова). Впродовж 1936—1944 років працював у Київському українському драматичному театрі. Одночасно до 1941 року навчався у драматичній студії при цьому театрі у Гната Юри. Протягом 1944–1965 років працював у Чернівецькому українському музично-драматичному театрі імені Ольги Кобилянської. Член ВКП(б) з 1949 року.
Протягом 1966–1979 років працював в Одеському російському драматичному театрі імені Андрія Іванова. 1974 року закінчив Київський інститут театрального мистецтва. З 1980 по 1985 рік очолював народний самодіяльний театр Одеського трамвайно-тролейбусного управління.
Помер в Одесі 2 березня 1986 року. Похований в Одесі на Другому Християнському кладовищі.

## Творчість

### У театрі
Виконар ролі
- Платон («Платон Кречет» Олександра Корнійчука);
- Гнат («Безталанна» Івана Карпенка-Карого);
- Михайло («Земля» за Ольгою Кобилянською);
- Антон («Весняний потік» Зіновія Прокопенка);
- Дмитро («Леся» Маргарити Андрієвич);
- Маріо Арманді («Сеньйор Маріо пише комедію» Альдо Ніколаї);
- Устим Кармелюк («Устим Кармелюк» Володимира Суходольського);
- Чацький («Лихо з розуму» Олександра Грибоєдова);
- Жадов («Доходне місце» Олександра Островського);
- Улдіс («Вій, вітерець!» Яніса Райніса);
- Фердинанд («Мачуха» Оноре де Бальзака);
- Артур («Овід» за Етель Ліліан Войнич);
- Олексій («Оптимістична трагедія» Всеволода Вишневського);
- Фердінанд («Підступність і кохання» Фрідріха Шиллера).

Поставив вистави
- «Іспанці» Михайла Лермонтова (1964);
- «Людина з зірки» Карла Віттлінгера (1965);
- «Житейське море» Івана Карпенка-Карого (1965).

### У кіно
- 1939: «Щорс» — боярин на весіллі
- 1956: «Кривавий світанок» — епізод
- 1967: «Пошук» — Олексій Олексійович, працівник соцзабезу
- 1968: «Золотий годинник» — учитель
- 1968: «Випадок зі слідчої практики» — епізод
- 1969: «Повість про чекіста» — епізод
- 1975: «Хвилі Чорного моря» — відпочиваючий
- 1980: «Овід» — епізод

## Відзнаки
- Народний артист УРСР з 1964 року;
- Нагороджений орденом «Знак Пошани».